# ویلیج گرین-گرین ریج (پنسیلوانیا)
ویلیج گرین-گرین ریج (به انگلیسی: Village Green-Green Ridge) یک منطقهٔ مسکونی در ایالات متحده آمریکا است که در پنسیلوانیا واقع شده‌است. ویلیج گرین-گرین ریج ۷٬۸۲۲ نفر جمعیت دارد.آمار اعلامی مربوط به سال 2010 میباشد و انتظار رشد 40%جمعیت در سال 2020 میرود.